# Jean Claes (football, 1934)
Pour les articles homonymes, voir Jean Claes.
Ne pas confondre avec un autre international belge dénommé Jean Claes, né en 1902.
Jean Claes, né le 7 août 1934 et mort le 5 janvier 2004, est un footballeur international belge actif durant les années 1950 et 1960. Il joue toute sa carrière au poste de défenseur et se reconvertit ensuite comme entraîneur.

## Carrière en club
Jean Claes fait ses débuts dans le football avec le RC Tirlemont en 1953. À l'époque, le club milite en Division 2, dont il est relégué en 1957. Deux ans plus tard, le joueur rejoint l'Union saint-gilloise, un club de première division, où il s'impose rapidement comme titulaire en défense. Ses bonnes prestations lui permettent d'être appelé en équipe nationale belge après quelques mois pour disputer un match amical. En 1963, l'Union termine avant-dernière du classement final et est reléguée en deuxième division. Jean Claes quitte alors le club et s'engage avec le Saint-Trond VV. Il joue durant six ans pour le club limbourgeois et prend sa retraite sportive en 1969.
Dès sa carrière de joueur terminée, Jean Claes se reconvertit comme entraîneur et prend en mains sa dernière équipe, Saint-Trond. Il dirige le club durant un peu plus de deux ans mais il est licencié après douze rencontres au début de la saison 1971-1972. En 1981, il est nommé à la tête de l'Olympic Charleroi, en Division 3, où il reste un an avant de rejoindre le RFC hannutois, qui évolue au même niveau. Le club termine en position de relégable en fin de saison et Jean Claes quitte le club. Il dirige encore le KSK Tongres en Division 2 durant six rencontres lors de la saison 1989-1990 puis quitte le monde du football.

### Statistiques
| Saison                | Club                  | Championnat           | Championnat | Championnat | Coupe(s) nationale(s) | Coupe(s) nationale(s) | Compétition(s) continentale(s) | Compétition(s) continentale(s) | Compétition(s) continentale(s) | Total | Total |
| Saison                | Club                  | Division              | M.          | B.          | M.                    | B.                    | Comp.                          | M.                             | B.                             | M.    | B.    |
| 1953-1954             | RC Tirlemont          | Division 2            | -           | -           | -                     | -                     | -                              | 0                              | 0                              | 0     | 0     |
| 1954-1955             | RC Tirlemont          | Division 2            | -           | -           | -                     | -                     | -                              | 0                              | 0                              | 0     | 0     |
| 1955-1956             | RC Tirlemont          | Division 2            | -           | -           | -                     | -                     | -                              | 0                              | 0                              | 0     | 0     |
| 1956-1957             | RC Tirlemont          | Division 2            | -           | -           | 0                     | 0                     | -                              | 0                              | 0                              | 0     | 0     |
| 1957-1958             | RC Tirlemont          | Division 3            | -           | -           | 0                     | 0                     | -                              | 0                              | 0                              | 0     | 0     |
| 1958-1959             | RC Tirlemont          | Division 3            | -           | -           | 0                     | 0                     | -                              | 0                              | 0                              | 0     | 0     |
| Sous-total            | Sous-total            | Sous-total            | -           | -           | -                     | -                     | -                              | 0                              | 0                              | 0     | 0     |
| 1959-1960             | Union saint-gilloise  | Division 1            | -           | -           | 0                     | 0                     | C3                             | 2                              | 0                              | 2     | 0     |
| 1960-1961             | Union saint-gilloise  | Division 1            | 30          | 0           | 0                     | 0                     | C3                             | 2                              | 0                              | 32    | 0     |
| 1961-1962             | Union saint-gilloise  | Division 1            | -           | -           | 0                     | 0                     | C3                             | 2                              | 0                              | 2     | 0     |
| 1962-1963             | Union saint-gilloise  | Division 1            | -           | -           | 0                     | 0                     | C3                             | 5                              | 0                              | 5     | 0     |
| Sous-total            | Sous-total            | Sous-total            | 30          | 0           | 0                     | 0                     | -                              | 11                             | 0                              | 41    | 0     |
| 1963-1964             | K Saint-Trond VV      | Division 1            | -           | -           | -                     | -                     | -                              | 0                              | 0                              | 0     | 0     |
| 1964-1965             | K Saint-Trond VV      | Division 1            | -           | -           | -                     | -                     | -                              | 0                              | 0                              | 0     | 0     |
| 1965-1966             | K Saint-Trond VV      | Division 1            | -           | -           | -                     | -                     | -                              | 0                              | 0                              | 0     | 0     |
| 1966-1967             | K Saint-Trond VV      | Division 1            | -           | -           | -                     | -                     | -                              | 0                              | 0                              | 0     | 0     |
| 1967-1968             | K Saint-Trond VV      | Division 1            | -           | -           | -                     | -                     | -                              | 0                              | 0                              | 0     | 0     |
| 1968-1969             | K Saint-Trond VV      | Division 1            | -           | -           | -                     | -                     | -                              | 0                              | 0                              | 0     | 0     |
| Sous-total            | Sous-total            | Sous-total            | -           | -           | -                     | -                     | -                              | 0                              | 0                              | 0     | 0     |
| Total sur la carrière | Total sur la carrière | Total sur la carrière | 30          | -           | -                     | -                     | -                              | 11                             | 0                              | 41    | 0     |

## Carrière en équipe nationale
Jean Claes compte une convocation et un match joué en équipe nationale belge. Celui-ci a lieu le 4 octobre 1959 et se solde par une cinglante défaite contre les Pays-Bas. Il a également disputé une rencontres avec les moins de 19 ans en 1954, alors qu'il évolue encore en deuxième division.

### Liste des sélections internationales
Le tableau ci-dessous reprend toutes les sélections de Jean Claes. Le score de la Belgique est toujours indiqué en gras.
| Date       | Compétition  | Adversaire | Lieu      | Score | Remarque |
| ---------- | ------------ | ---------- | --------- | ----- | -------- |
| 04/10/1959 | Match amical | Pays-Bas   | Rotterdam | 9-1   |          |